# Shunsuke Ando
Shunsuke Ando (安藤 駿介 Andō Shunsuke?), född 10 augusti 1990, är en japansk fotbollsspelare som spelar för Kawasaki Frontale.
I juli 2012 blev han uttagen i Japans trupp till fotbolls-OS 2012.